# Trokrpi javor
Trokrpi javor (znanstveno ime Acer monspessulanum) je listopadno drevo iz družine sapindovk.

## Opis
Vrstno ime je to drevo dobilo po mestecu Montpellier v Franciji.
Trokrpi javor zraste povprečno od 6-7 metrov visoko, izjemoma pa celo do 20 m in ima veliko in široko krošnjo. Deblo drevesa je ravno, pokrito pa je s sivo rumeno skorjo, ki je pri mladih drevesih gladka, pri starih pa podolžno razpoka. 
Mladi poganjki so rdeče sive barve, tanki in gladki. Iz njih se razvijejo listi, ki so od vseh vrst javorov najmanjši, saj dosežejo le od 3-6 cm v dolžino in 3-7 cm v širino. Nameščeni so na 2-5 cm dolge peclje. Usnjati gladki listi so trokrpi, o čemer priča že slovensko ime rastline, po zgornji strani so svetleče zeleni, na spodnji pa temnejše zeleni.
Dvospolni cvetovi so majhni, zelenkasto rumeni in združeni v majhna socvetja. Drevo zacveti pred olistanjem, iz oplojenih cvetov pa se razvijejo krilata 2-3 cm dolga viseča semena, ki rastejo v paru. Krila so obrnjena navzdol, na bazi pa so zožana. 

## Razširjenost in uporabnost
Trokrpi javor je razširjen po celi južni Evropi od Pirenejev do Male Azije in v Severni Afriki. Uspeva na svetlih mestih in dobro prenaša sušo. Razmnožuje se s semeni, ki jih raznaša veter. Najbolje uspeva na apnenčasti in skalnati podlagi.
Les trokrpega javora je med vsemi vrstami javora najtrši in najgostejši. Les je rdečkaste barve in nima večje gospodarske vrednosti. Največ ga sadijo v žive meje in kot okrasno drevo.